# HD 101112
HD 101112，又名BD+09 2523，SAO 118961、HR 4478，是一颗恒星，视星等为6.17，位于銀經256，銀緯64.85，其B1900.0坐标为赤經11h 33m 0.5s，赤緯+9° 64.85′ 14″。